# Macrocarpaea autanae
Macrocarpaea autanae är en gentianaväxtart som beskrevs av Richard E. Weaver. Macrocarpaea autanae ingår i släktet Macrocarpaea och familjen gentianaväxter. Inga underarter finns listade i Catalogue of Life.